# Astara (Ázerbájdžán)
Astara (rusky Астара) je město na jihovýchodě Ázerbájdžánu, ležící přímo na hranici s Íránem.
Astara leží na levém břehu Kaspického moře a je zde také přístav, na íránské straně hranice leží město stejného názvu Astara.

## Partnerská města
- Izmir, Turecko